# 真福寺町
真福寺町（しんぷくじちょう）は、愛知県岡崎市の町名である。丁番を持たない単独町名であり、15の小字が設置されている。

## 地理
岡崎市の北西部に位置する。

### 小字
| - 字牛落（うしおち） - 字大日影（おおひかげ） - 字落合（おちあい） - 字女ケ谷（おんながたに） - 字北谷（きただに） | - 字越田（こえだ） - 字五月田（さつきた） - 字神田（じんでん） - 字中ノ坂（なかのさか） - 字西谷（にしだに） | - 字東谷（ひがしだに） - 字南谷（みなみだに） - 字深山（みやま） - 字薬師山（やくしやま） - 字山ノ田（やまのた） |

## 世帯数と人口
2019年（令和元年）5月1日現在の世帯数と人口は以下の通りである。
| 町丁     | 世帯数  | 人口    |
| -------- | ------- | ------- |
| 真福寺町 | 584世帯 | 1,537人 |

### 人口の変遷
国勢調査による人口の推移
| 1995年（平成7年）  | 505人   | [ 5 ] |  |
| 2000年（平成12年） | 1,117人 | [ 6 ] |  |
| 2005年（平成17年） | 1,549人 | [ 7 ] |  |
| 2010年（平成22年） | 1,599人 | [ 8 ] |  |
| 2015年（平成27年） | 1,434人 | [ 9 ] |  |

## 小・中学校の学区
市立小・中学校に通う場合、学区は以下の通りとなる。
| 区域                                       | 小学校             | 中学校             |
| ------------------------------------------ | ------------------ | ------------------ |
| 字落合・字女ケ谷のうち通称ライクタウン花園 | 岡崎市立恵田小学校 | 岡崎市立岩津中学校 |
| その他                                     | 岡崎市立岩津小学校 | 岡崎市立岩津中学校 |

## 歴史
額田郡真福寺村を前身とする。

### 沿革
- 1889年（明治22年）10月1日 - 町村制施行。岩津村・八ツ木村・西阿知和村・東阿知和村・西蔵前村・東蔵前村・丹坂村・恵田村・駒立村と合併し、岩津村大字真福寺となる[11]。
- 1928年（昭和3年）5月1日 - 町制施行に伴い、岩津町大字真福寺となる[12]。
- 1955年（昭和30年）2月1日 - 岡崎市へ編入し、同市真福寺町となる[12]。

## 阿知和地区工業団地の計画

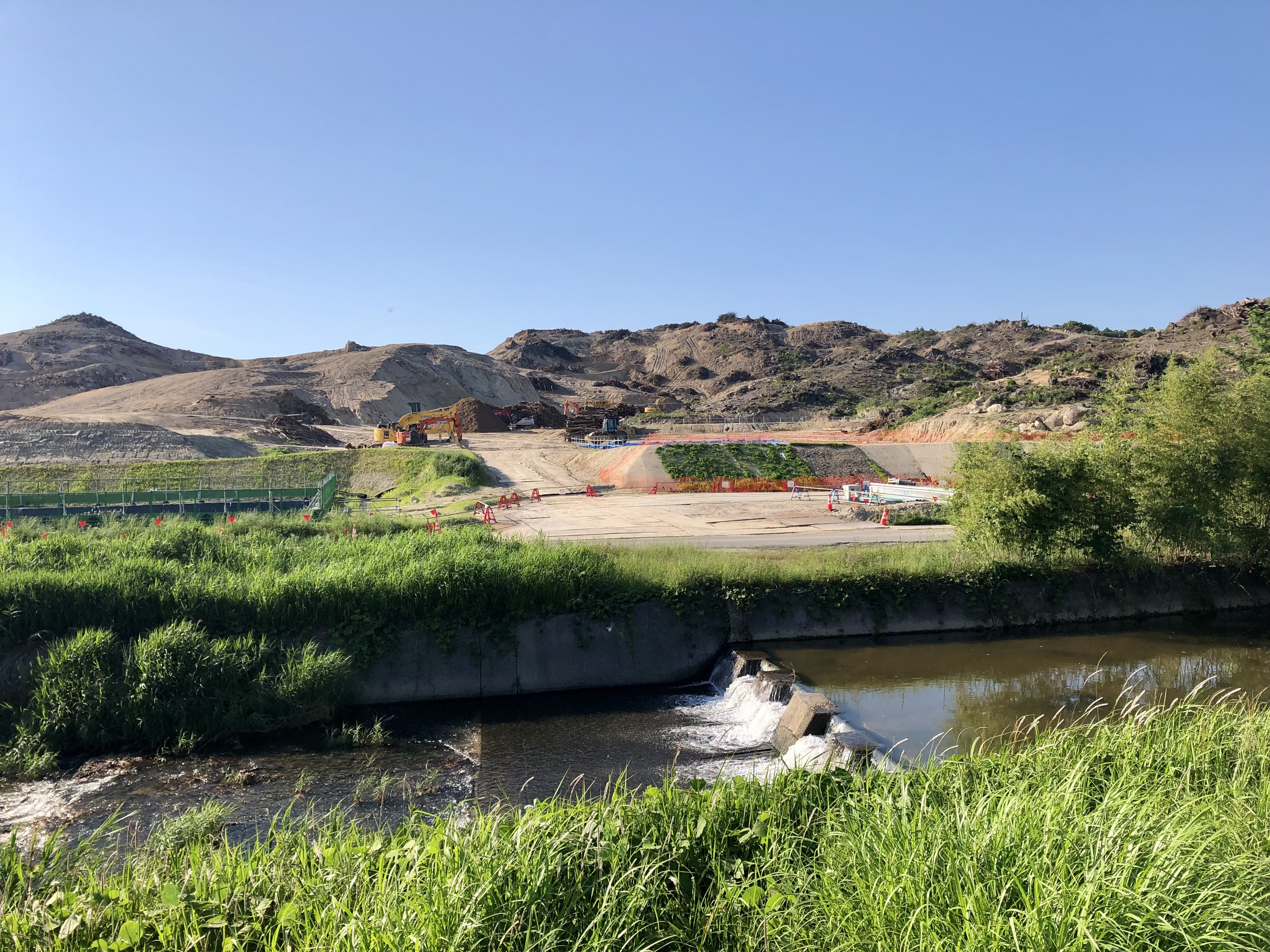
阿知和地区工業団地の建設予定地（東阿知和町）

東名高速道路の東側、青木川の北側、岡崎市北部一般廃棄物最終処分場（東阿知和町字大入1-36）の西側の約57ヘクタールのエリアに「阿知和地区工業団地」を建設する計画が進んでいる。住所は東阿知波町字屋根場、同町字大入の一部、西阿知和町字上山ノ田、同町字東簗井場の一部、真福寺町の一部。
2008年（平成20年）7月31日、地元の町内会総代から市に対し計画を是とする内容の要望書が提出され、岡崎市は愛知県企業庁に早期事業採択を求めていた。
2018年（平成30年）11月19日、岡崎市は事業主体を県企業庁から市に移すと発表。県の当初計画では分譲開始が最短で2026年度であったが、市が事業主体になることで2年前倒しすることができると市は説明する。さらに同団地西側の東名高速道路のスマートインターチェンジの設置に向けた調整が容易になるという。
「岡崎阿知和スマートインターチェンジ」（仮称）は、愛知県道339号長沢東蔵前線と愛知県道335号南大須鴨田線に挟まれた東名高速沿いの土地の南側4分の3ほどの部分が設置場所として検討されている。
整備地区内には東阿知和町と西阿知和町の2町にまたがって、江戸前期から太平洋戦争終戦後まで使われていた石切り場が見つかっている。2019年度に用地買収、並行して2020年度までの埋蔵文化財の発掘調査を行った後、2021年から造成工事に着手する予定。整備事業費は概算で約171億円。

## 交通
- 東名高速道路
  - 通過するのみである。
- 愛知県道339号長沢東蔵前線（真福寺道）

## 施設
- 三柱神社
- 八所神社
- 真福寺

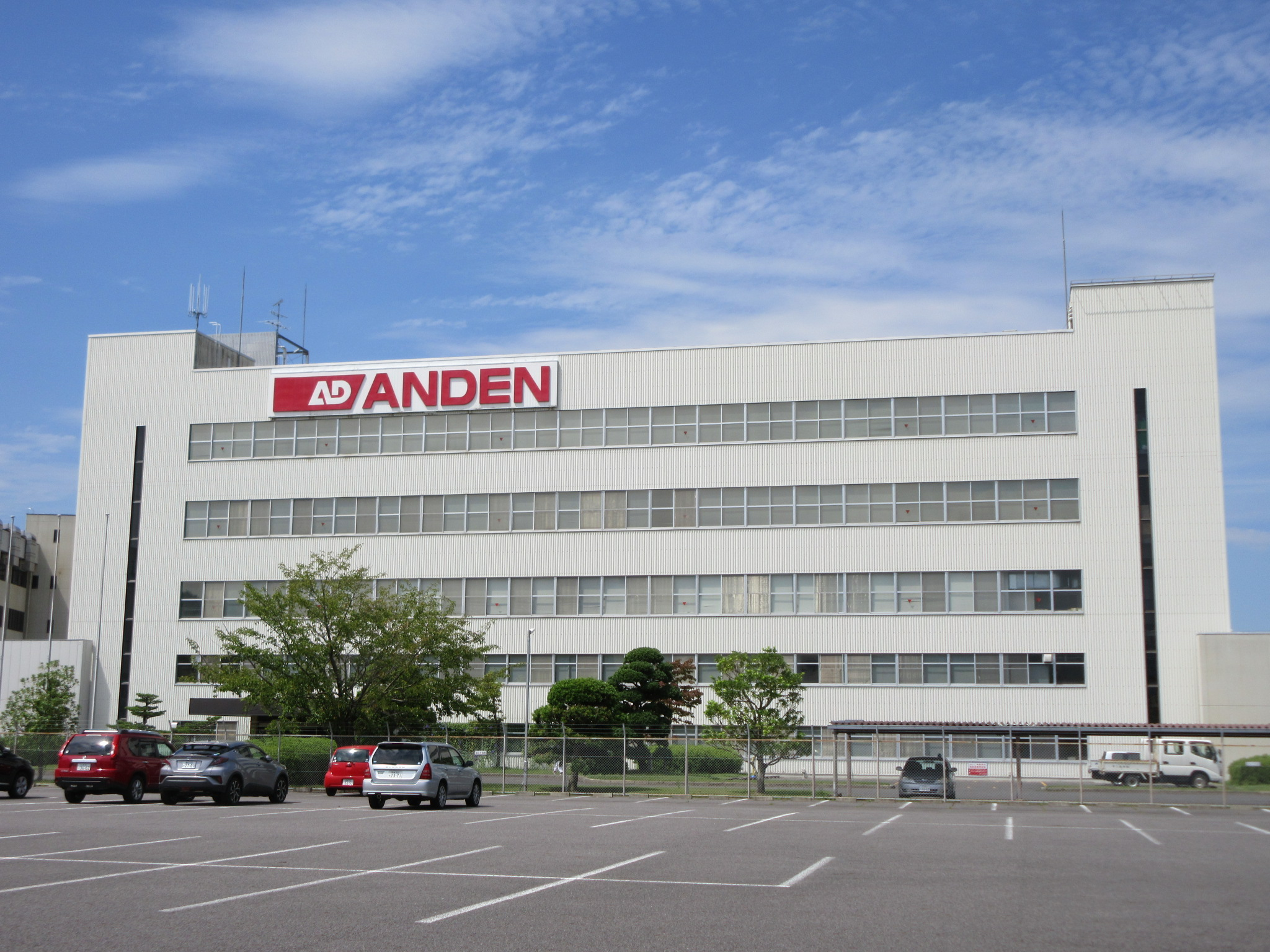
デンソーエレクトロニクス岡崎工場

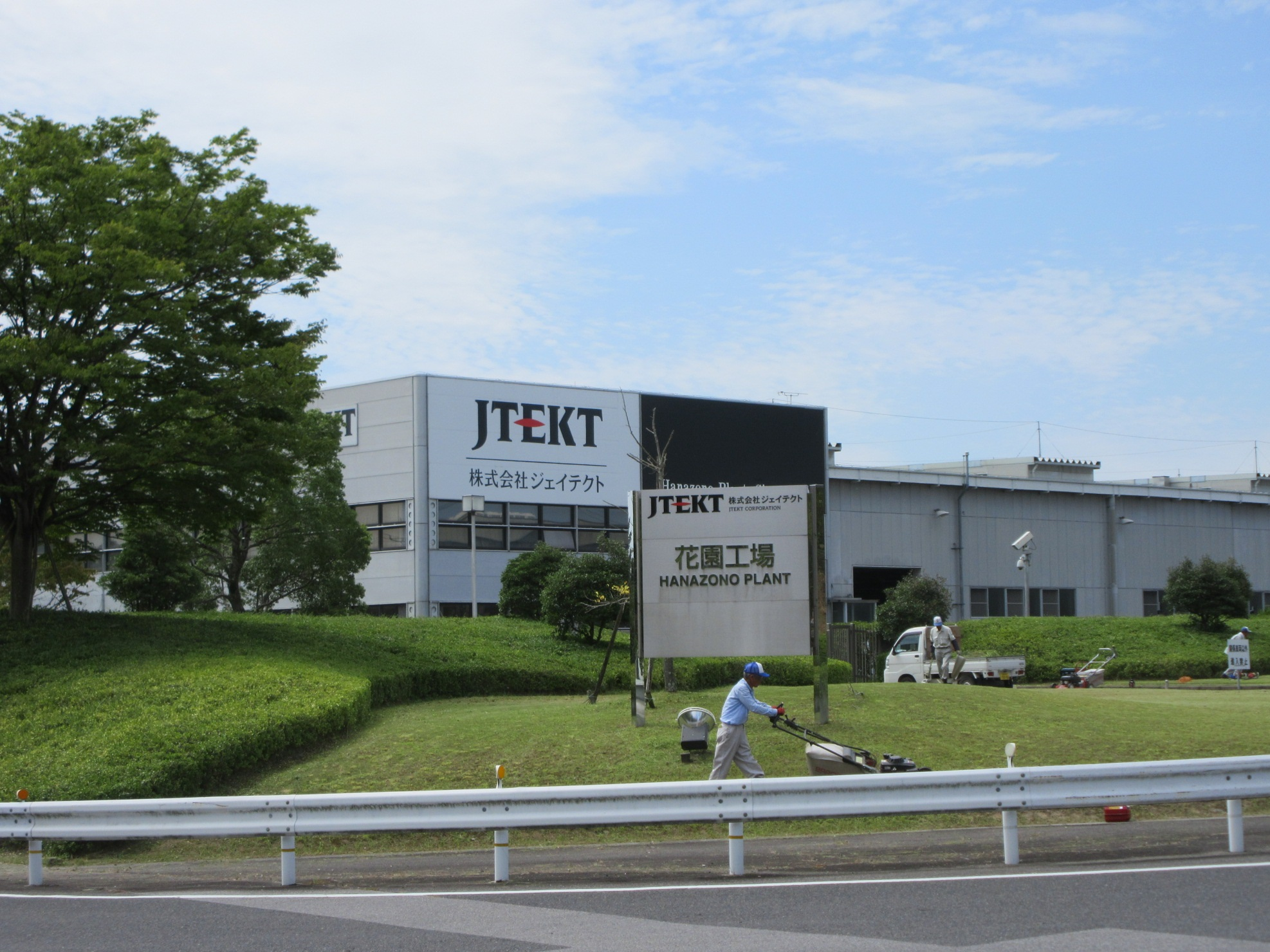
ジェイテクト花園工場

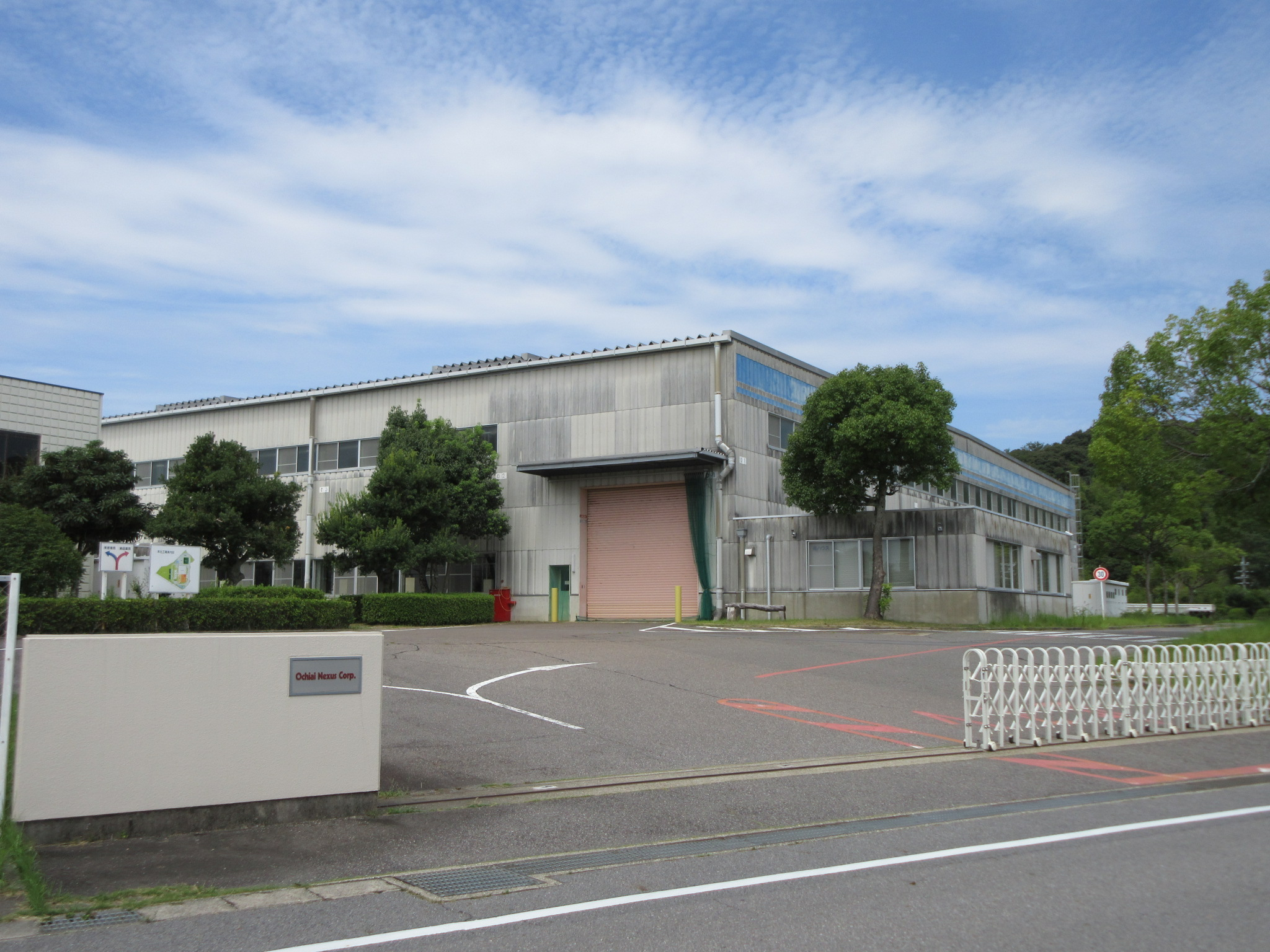
オチアイネクサス本社

- 西居院-かつて、住職だった廣中邦充によって少年少女達を更生させた“平成の駆け込み寺として知られていた。
- 金蔵院
- 真福寺町公民館
- デンソーエレクトロニクス 岡崎工場
- ジェイテクト 花園工場
- オチアイネクサス 本社
- 五万石印いよた家具 本社

## その他

### 日本郵便
- 郵便番号 : 444-2106[3]（集配局：岡崎郵便局[20]）。

## 参考資料
- 「角川日本地名大辞典」編纂委員会 編『角川日本地名大辞典 23 愛知県』角川書店、1989年3月8日。ISBN 4-04-001230-5。
- 有限会社平凡社地方資料センター 編『日本歴史地名体系第23巻 愛知県の地名』平凡社、1981年。ISBN 4-582-49023-9。
- 新編岡崎市史編さん委員会 編『新編岡崎市史 総集編 20』1993年。